# 暗色蜂鳥
，是雨燕目蜂鸟科的一种鸟类。
暗色刀翅蜂鸟体重约7.7克，翼长约66.4毫米，嘴峰长约24.9毫米，喙宽度约2.9毫米，喙厚度约2.9毫米，跗蹠长约4.5毫米，尾长约39.8毫米。暗色刀翅蜂鸟在其分布区内为留鸟，其栖息在密集的高大树木组成的森林中，食性为草食性，主要食物来源是植物的花蜜。
暗色刀翅蜂鸟分布于巴西东部和中部的森林和灌丛。该物种是单型物种，没有亚种分化。